# Milan Linzer
Milan Linzer (ur. 8 listopada 1937 w Oberpullendorfie, zm. 3 marca 2019 w Oberwart) – austriacki polityk, prawnik i działacz gospodarczy, członek Rady Federalnej, deputowany do Parlamentu Europejskiego IV kadencji.

## Życiorys
W 1961 ukończył studia prawnicze na Uniwersytecie Wiedeńskim. Od 1963 zawodowo związany z notariatem, w 1976 uzyskał pełne uprawnienia notariusza, podejmując praktykę zawodową w Oberwarcie. Zaangażował się również w działalność polityczną w ramach Austriackiej Partii Ludowej. Długoletni działacz związanej z tym ugrupowaniem organizacji gospodarczej Österreichischer Wirtschaftsbund, od 1982 przewodniczący ÖWB w Oberwarcie, a od 1987 w powiecie Oberwart. W 1985 został natomiast wiceprzewodniczącym tej organizacji w kraju związkowym Burgenland.
Od 1987 do 2000 zasiadał w austriackim Bundesracie, w 1999 pełnił funkcję wiceprzewodniczącego Rady Federalnej. W latach 1995–1996 jednocześnie sprawował mandat eurodeputowanego w ramach delegacji krajowej.
Odznaczony Srebrną i Złotą Odznaką Honorową Odznaką Honorową za Zasługi dla Republiki Austrii.